# Jüdischer Friedhof (Lisberg)

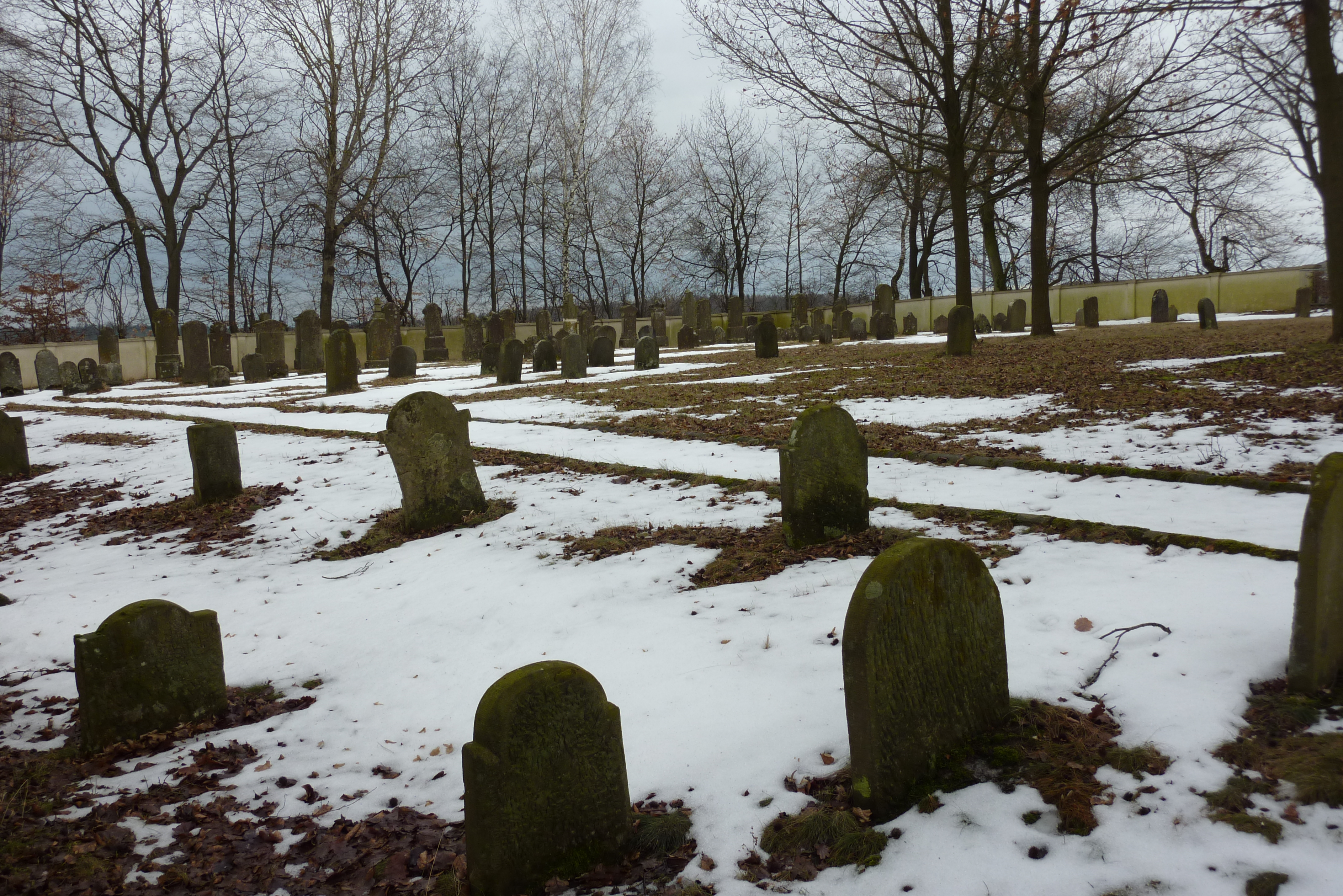
Gesamtansicht des jüdischen Friedhofs Lisberg

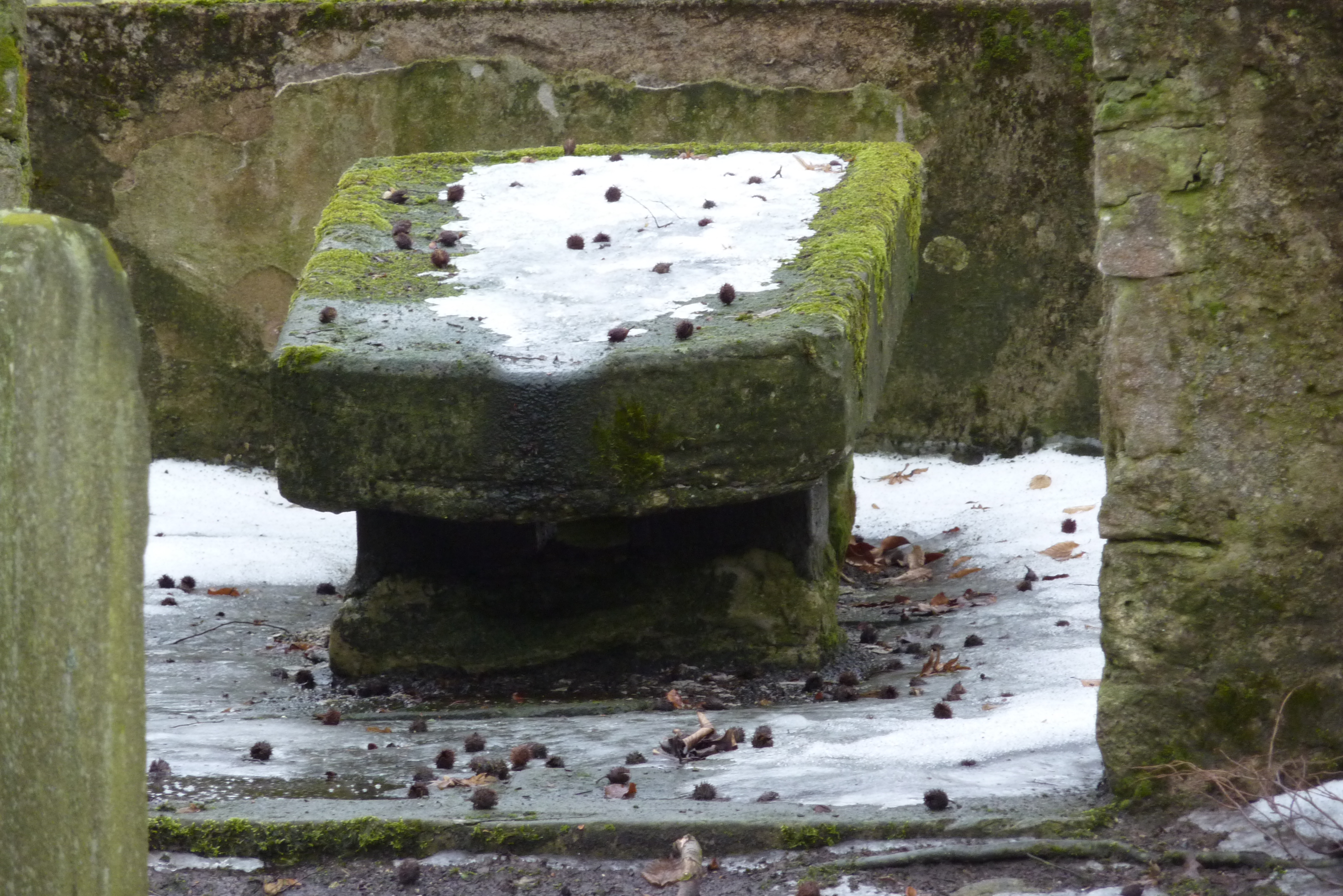
Steinener Tahara-Tisch des jüdischen Friedhofs Lisberg

Der Jüdische Friedhof Lisberg in Lisberg, einer Gemeinde im oberfränkischen Landkreis Bamberg in Bayern, wurde 1739 errichtet. Der Friedhof liegt außerhalb des Ortes in Richtung Frenshof auf einer Anhöhe links der Straße.

## Geschichte
Die jüdische Gemeinde Lisberg bestattete ihre Toten vor 1739 auf dem jüdischen Friedhof Walsdorf. Der jüdische Friedhof in Lisberg wurde spätestens 1739 angelegt. Er ist von einer in den 1980er Jahren errichteten Steinmauer umgeben und hat eine Fläche von 21,08 Ar. Heute sind noch etwa 120 Grabsteine erhalten. Die letzte Beisetzung fand 1936 statt.
Bemerkenswert ist, dass rechts vom Eingang noch der Tahara-Tisch aus Stein vorhanden ist, obwohl vom Taharahaus nur noch die Grundmauern stehen.